# 장미셸 카푸에
장미셸 카푸에(프랑스어: Jean-Michel Capoue, 1972년 9월 18일 과들루프 ~ )는 프랑스의 전직 축구 선수로 포지션은 미드필더이다.